# Мадзилли, Паскуал Раньери
Паскуа́л Ранье́ри Мадзи́лли (порт. Pascoal Ranieri Mazzilli; 27 апреля 1910, Каконди, Сан-Паулу — 21 апреля 1975, Сан-Паулу) — бразильский государственный и политический деятель, адвокат и журналист. Дважды временно исполнял обязанности президента Бразилии: в 1961 и 1964 годах.

## Биография
Раньери Мадзилли родился в семье итальянских эмигрантов. В 1930 году поступил на Юридический факультет Сан-Паулу, но вскоре бросил учёбу, чтобы заняться журналистикой. В 1936 году продолжил учёбу на юридическом факультете и окончил его в 1940 году, после чего начал политическую деятельность, присоединившись к социал-демократической партии (PSD).
В 1950 году Мадзилли был избран федеральным депутатом от PSD. В 1958 году стал Председателем Палаты депутатов, то есть третьим в порядке замещения президента (после вице-президента).
Первый раз Мадзилли пришёл к власти во время политического кризиса 1961 года. После отставки президента Жаниу Куадруса 25 августа его место должен был занять вице-президент Жуан Гуларт, но он в это время находился с визитом в Китае. Как спикер Палаты депутатов Мадзилли исполнял обязанности президента вплоть до возвращения Гуларта 7 сентября.
Второй раз Мадзилли в течение двух недель временно исполнял обязанности президента после военного переворота в начале апреля 1964 года.